# Hugo Díaz Rodríguez
Hugo Díaz Rodríguez (La Coruña, Galicia; 9 de febrero de 1997) conocido simplemente como Hugo Díaz, es un futbolista español. Juega de centrocampista.

## Trayectoria

### Inicios
Díaz comenzó su carrera en las escuelas del Orillamar SD de la Coruña, de ahí dio el salto a las inferiores del Deportivo La Coruña, club donde llegó al Deportivo de La Coruña B, en enero de 2017 se fue a préstamo al equipo filial Silva SD.

### Leeds United
Llegó al Leeds United el 18 de agosto de 2017, inicialmente para el equipo sub-23,inicialmente con la selección sub-23 del Leeds. En la selección sub-23 formó pareja en el centro de la defensa con Paudie O'Connor. 
El 10 de abril de 2018, el primer equipo de Leeds tenía muchos defensas lesionados, así que Díaz fue promovido. Hizo su debut en el Leeds contra el Preston North End, donde entró por el lesionado Pontus Jansson, encuentro que el Leeds perdió por 1-3.Díaz debutó con el Leeds en ese mismo partido, entrando al principio de la segunda parte en sustitución del central lesionado Pontus Jansson, y formando pareja con su habitual compañero sub-23 Paudie O'Connor en el primer equipo, en la derrota por 1-3. El 8 de mayo, el entrenador Paul Heckingbottom lo incluyó en la lista de convocados del primer equipo del Leeds para la gira de amistosos de postemporada a Myanmar.
Apareció en el primer equipo del Leeds durante la pretemporada 2018/19 bajo el nuevo entrenador Marcelo Bielsa. Hizo su primera aparición con el primer equipo del Leeds de la pretemporada en el partido amistoso 1-1 contra el York City el 20 de julio de 2018.
Volvió a ser convocado con el primer equipo el 6 de enero de 2019, cuando fue suplente no utilizado durante la derrota por 2-1 ante el Queens Park Rangers en la tercera ronda de la FA Cup.
Díaz capitaneó al Leeds United 23s a lo largo de la temporada 2018/19,que ganaron la PDL Northern League 2018/19 Season al ganar la liga, luego se convirtieron en los campeones nacionales de la Professional Development League al vencer al Birmingham City en la final.
El 22 de junio de 2019, Díaz anunció en su Twitter que el club le había dado la baja.

### Getafe "B"
El 25 de julio de 2019, Díaz fichó por el Getafe Club de Fútbol de la Primera División de España, para jugar en su filial, el Getafe CF B de la Segunda División B de España.

### Korona Kielce
El 13 de noviembre de 2020, Díaz fichó por el Korona Kielce de Polonia de la I Liga.

## Estadísticas
Actualizado al último partido disputado el 10 de abril de 2018.
| Club          | Temporada | Competición       | Liga  | Liga  | Copas nacionales(1) | Copas nacionales(1) | Copas internacionales(2) | Copas internacionales(2) | Otras(3) | Otras(3) | Total | Total |
| Club          | Temporada | Competición       | Part. | Goles | Part.               | Goles               | Part.                    | Goles                    | Part.    | Goles    | Part. | Goles |
| ------------- | --------- | ----------------- | ----- | ----- | ------------------- | ------------------- | ------------------------ | ------------------------ | -------- | -------- | ----- | ----- |
| Leeds United  | 2017–18   | Championship      | 1     | 0     | 0                   | 0                   | 0                        | 0                        | 0        | 0        | 1     | 0     |
| Korona Kielce | 2020–21   | I Liga de Polonia | 10    | 0     | —                   | —                   | —                        | —                        | —        | —        | 10    | 0     |
| Total         | Total     | Total             | 11    | 0     | 0                   | 0                   | 1                        | 0                        | 0        | 0        | 11    | 0     |